# Noviciat de la Compagnie de Jésus à Mayence
L'ancien Noviciat de la Compagnie de Jésus à Mayence était un bâtiment construit entre 1701 et 1719 dans la vieille ville de Mayence (Altstadt), qui servait pour la formation des novices jésuites jusqu'à l'expulsion de cet ordre en 1773. Après avoir servi comme hospice à partir de 1848, le bâtiment est très endommagé en 1942. En 1953, le conseil municipal de Mayence l'a fait remplacer par une 'Maison de retraite municipale' (Altenheim), à l'exception de la chapelle Saint-Joseph qui date de 1715-1719.

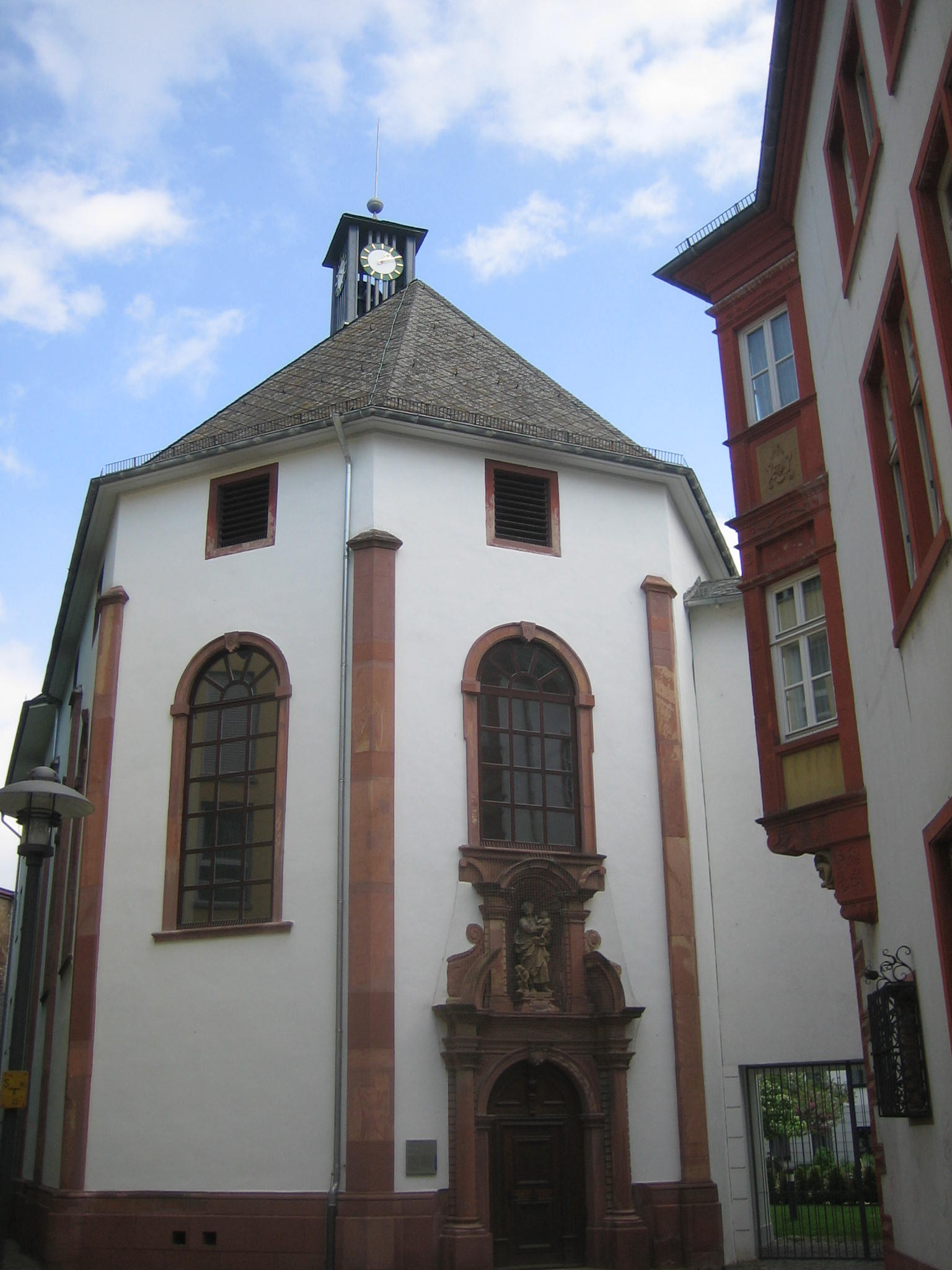
Chapelle Saint-Joseph, Hintere Christofsgasse, 4

## Histoire
L'ancienne université de Mayence avait commencé par des débuts bien modestes, dans une ancienne demeure de famille, la maison Algesheim (Algesheimer Hof) ; on parle alors de Burse Zum Algesheimer qui sert à la fois pour l'enseignement et le logement des étudiants. Le 9 décembre 1561, le prince-électeur Daniel Brendel von Homburg fonde le Collège du prince-électeur (aussi appelé collège des Jésuites), et confie aux Jésuites la responsabilité de la maison Algesheim à partir de 1562. Déjà en 1568, il y avait plusieurs centaines de membres du Collège, reconnu officiellement comme une partie de l'Université du prince-électeur. En 1580, le nombre d'étudiants s'élève à 700. L'occupation suédoise pendant la guerre de Trente Ans interrompt les activités d'enseignement. Les bâtiments servent d'atelier pour les besoins militaires. En 1648, après le départ des troupes, les Jésuites occupent de nouveau les lieux et y établissent leur Noviciat, mais sans plus aucun lien avec l'université.

### Construction auXVIIIesiècle
Le bâtiment du Noviciat des Jésuites a été construit à partir 1701. La chapelle Saint-Joseph fut édifiée en tant que la chapelle du noviciat dans les années 1715-1719. C'est l'évêque auxiliaire Edmund Gedult von Jungenfeld (de) qui la consacre le 21 juin 1719, en la fête de saint Louis de Gonzague, étudiant jésuite italien mort au XVIIe siècle au service des pestiférés, qui est souvent proposé comme modèle aux jeunes Jésuites.
Jusqu'à l'expulsion des Jésuites de la ville le 8 septembre 1773, cette maison sert de noviciat à la Province du Haut-Rhin de la Compagnie de Jésus. Après 1773, le bâtiment fut utilisé comme séminaire de l'archidiocèse. Le partisan le plus radical de l'esprit des Lumières dans le catholicisme allemand, Félix-Antoine Blau, a été enterré dans ce bâtiment, que l'on appelait Seminarhof.

### L'époque de la Révolution française
À l'époque de la Révolution française, les occupants français, ayant expulsé l'archevêque électeur et son entourage, utilisent à partir de 1798 le bâtiment comme École centrale à la française, sous la direction du commissaire Joseph Lakanal, puis, à partir de 1803 comme un lycée. À la fin de l'occupation française, les lieux servent d'hôpital, avant d'être employés comme caserne.

### Hospice et maison de retraite
En 1848, le site est acquis par la ville de Mayence pour en faire un Hospice pour les nécessiteux. Lors des bombardements de 1942, l'Hospice a été fort endommagé. Le 6 janvier 1956, le maire Franz Stein y a inauguré la nouvelle Maison de retraite municipale (Altenheim).

## Personnalité
- Friedrich Spee von Langenfeld (1591-1635), jésuite qui s'oppose à la chasse aux sorcières, également compositeur de cantiques, fit son noviciat à Mayence.

## Source de la traduction
- (de) Cet article est partiellement ou en totalité issu de l’article de Wikipédia en allemand intitulé « Jesuitennoviziat (Mainz) » (voir la liste des auteurs).